# Dollar (film)
Pour les articles homonymes, voir Dollar et Dollar (homonymie).
Ne doit pas être confondu avec Dollars (film).
Pour plus de détails, voir Fiche technique et Distribution.
Dollar est une comédie suédoise réalisée par Gustaf Molander, sortie en 1938  et mettant en vedette Ingrid Bergman, Georg Rydeberg et Tutta Rolf.
La direction artistique du film a été confiée à Arne Åkermark.

## Synopsis
Ludvig et Sussi Battwyhl, Louis et Katja Brenner et Julia et Kurt Balzar sont des millionnaires de la classe supérieure. Ils ne semblent pas faire de vrai travail mais ont quand même besoin de vacances à la montagne. Tout le monde semble avoir une relation amoureuse avec tout le monde. Une riche Américaine les rejoint.

## Fiche technique
- Titre original : Dollar
- Réalisation : Gustaf Molander
- Scénario : Hjalmar Bergman, Stina Bergman, d'après une pièce de théâtre de Hjalmar Bergman
- Photographie : Åke Dahlqvist
- Montage : Oscar Rosander
- Musique : Eric Bengtson
- Pays d'origine : Suède
- Langue originale : suédois
- Format : noir et blanc
- Genre : comédie
- Durée : 78 minutes
- Date de sortie :
  - Suède : 5 septembre 1938

## Distribution
- Ingrid Bergman : Julia Balzar
- Georg Rydeberg : Kurt Balzar
- Tutta Rolf : Sussi Brenner
- Kotti Chave : Louis Brenner
- Birgit Tengroth : Katja von Battwyhl
- Håkan Westergren : Ludvig von Battwyhl
- Edvin Adolphson : Dr. Jonson
- Elsa Burnett : Mary Jonston
- Gösta Cederlund : homme au Royal Yacht Club (non crédité)